# The Fox (What Does the Fox Say?)
„The Fox (What Does the Fox Say?)” – piosenka humorystyczna w stylu muzyki klubowej, firmowana przez norweski duet braci-komików Ylvis. W 2013 utwór trafił do serwisu YouTube na początku września jako materiał promujący trzeci sezon programu I kveld med Ylvis. Piosenka zyskała szybko ogromną popularność i w ciągu 35 dni zyskała ponad 100 milionów wyświetleń, a po niecałych dwóch miesiącach – 200 mln. Znalazła się również na szóstym miejscu na amerykańskiej liście przebojów Billboard Hot 100. Zaskoczyło to samych twórców, którzy zakładali, że będzie ona odsłuchiwana przede wszystkim w Norwegii.
Tematem utworu jest próba odgadnięcia, jaki dźwięk wydaje lis (Dog goes „Woof”. Cat goes „Meow” (…) But there’s one sound, that no one know. What does the fox say? – Pies robi „Hau”. Kot robi „Miau” (…) Ale jest dźwięk, którego nikt nie zna. Jak robi lis?). Na końcu teledysku zjawia się lis, który zaczyna śpiewać ludzkim głosem.

## Notowania na listach przebojów

### Tygodniowe
| Kraj              | Lista                    | Najwyższe miejsce |
| ----------------- | ------------------------ | ----------------- |
| Australia         | ARIA                     | 9                 |
| Austria           | Singles Top 75           | 14                |
| Belgia (Flandria) | Ultratop 50              | 31                |
| Belgia (Walonia)  | Ultratip                 | 6                 |
| Kanada            | Canadian Hot 100         | 19                |
| Czechy            | Rádio – Top 100          | 12                |
| Dania             | Singles Top 40           | 9                 |
| Finlandia         | Singles Top 20           | 2                 |
| Francja           | Single Top 100           | 135               |
| Niemcy            | Top 100 Singles          | 29                |
| Węgry             | Top 40 lista             | 19                |
| Irlandia          | Irish Singles Chart      | 9                 |
| Japonia           | Japan Hot 100            | 30                |
| Holandia          | Single Top 100           | 58                |
| Nowa Zelandia     | Singles Top 40           | 4                 |
| Norwegia          | Singles Top 20           | 1                 |
| Szkocja           | Top 40 Scottish Singles  | 10                |
| Korea Południowa  | Gaon Chart               | 24                |
| Korea Południowa  | Gaon Chart International | 1                 |
| Szwecja           | Sverigetopplistan        | 3                 |
| Szwajcaria        | Schweizer Hitparade      | 45                |
| Wielka Brytania   | Top 40 UK Singles        | 17                |
| Stany Zjednoczone | Billboard Hot 100        | 6                 |